# Begonia baccata
Espèce
Begonia baccata est une espèce de plantes de la famille des Begoniaceae. Ce bégonia est originaire de  Sao Tomé-et-Principe. L'espèce fait partie de la section Baccabegonia. Elle a été décrite en 1866 par Joseph Dalton Hooker (1817-1911). L'épithète spécifique baccata signifie « aux baies charnues ».

## Description

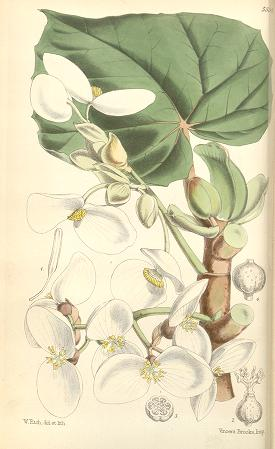
Planche botanique
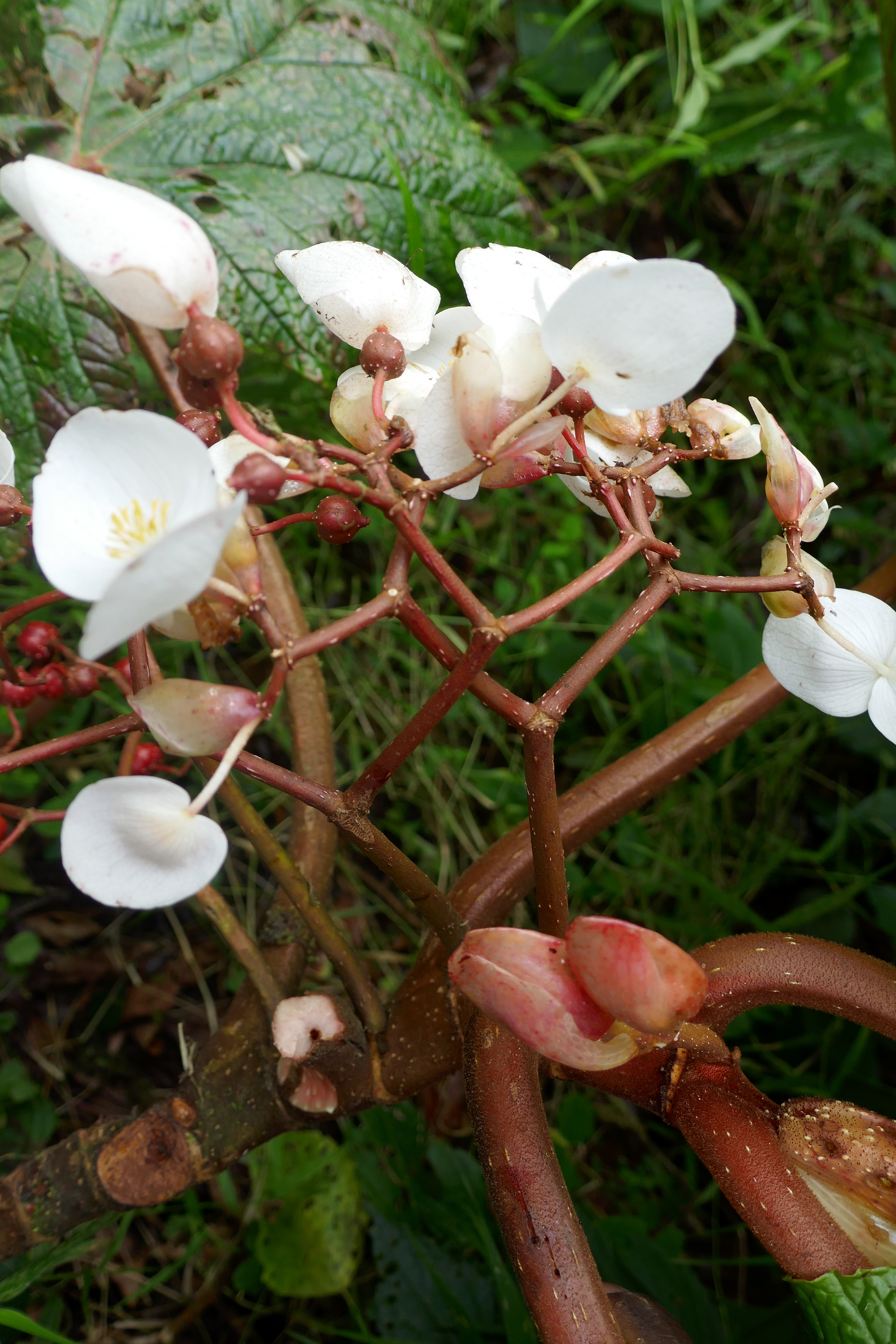
Détail de la floraison in situ, Lagoa Amélia
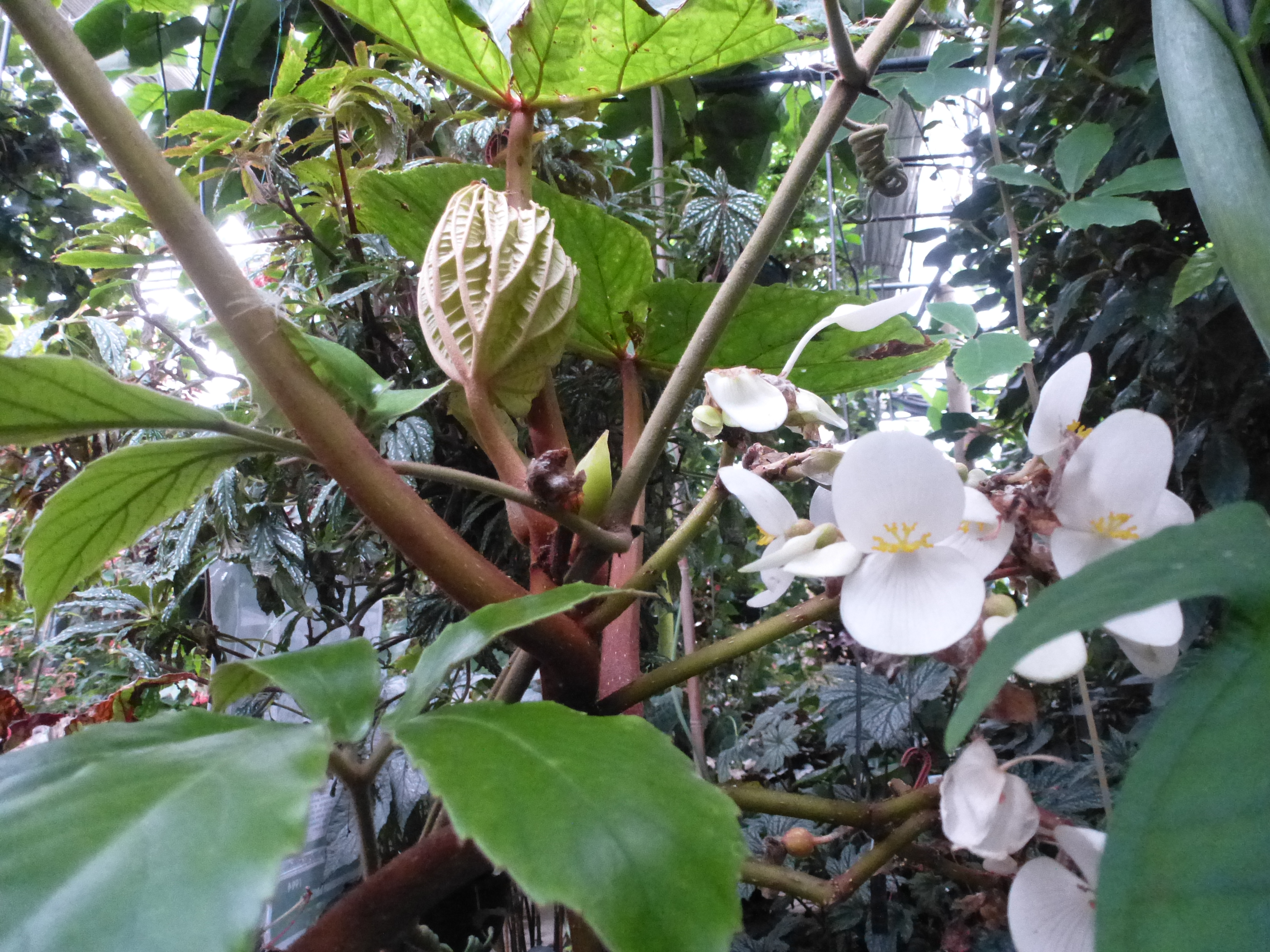
Détail de la floraison, spécimen cultivé
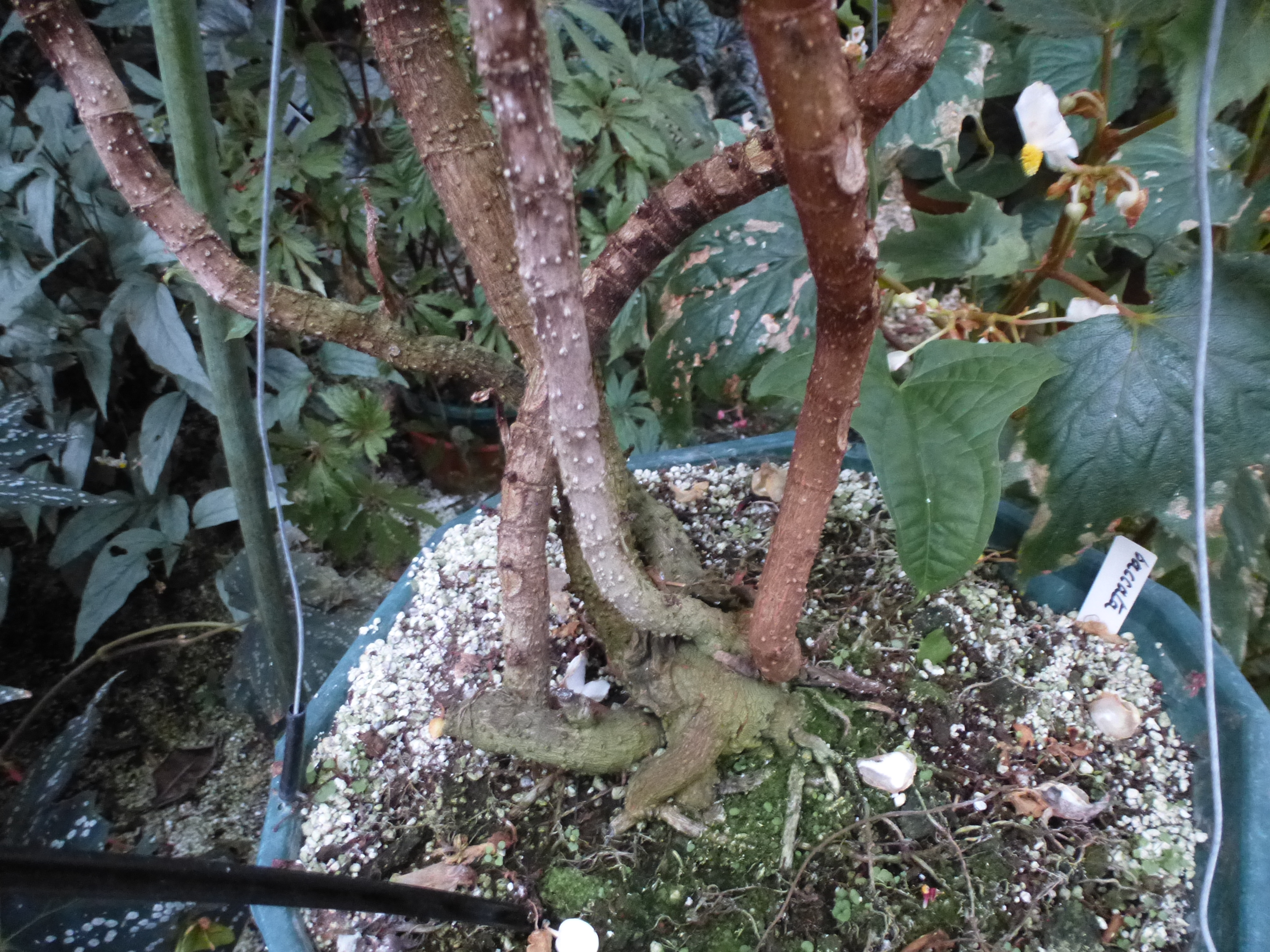
Détail de la base, spécimen cultivé

## Répartition géographique
Cette espèce est originaire du pays suivant : Sao Tomé-et-Principe.